# Fritz Koch (Diplomat)
Fritz Koch (* 6. Dezember 1910 in Dresden; † 20. Januar 1990 in Berlin) war ein deutscher Politiker (SED), Diplomat und Außenhandelsfunktionär. Er war unter anderem Präsident der Kammer für Außenhandel und stellvertretender Minister für Außenhandel und Innerdeutschen Handel der DDR.

## Leben
Koch besuchte die Volksschule, absolvierte eine kaufmännische Lehre und arbeitete danach als Buchhalter. Am 18. April 1940 beantragte er die Aufnahme in die NSDAP und wurde zum 1. Juli desselben Jahres aufgenommen (Mitgliedsnummer 8.332.342). Während des Zweiten Weltkrieges leistete er Kriegsdienst.
Nach 1945 war Koch im Außenhandel tätig. Er wurde Mitglied der Sozialistischen Einheitspartei Deutschlands (SED) und fungierte ab 1951 als Generaldirektor des Deutschen Innen- und Außenhandelsbetriebes (DIA) Elektrotechnik, sowie ab 1953 als Hauptabteilungsleiter Export im Ministerium für Außen- und Innerdeutschen Handel (MAI). Koch reiste im Herbst 1952 nach Ägypten, um ein Handelsabkommen vorzubereiten. Am 7. März 1953 unterzeichnete er und der ägyptische Außenminister Mahmud Fauzi in Kairo ein Handels- und Zahlungsabkommen zwischen Ägypten und der DDR. Es war das erste Handelsabkommen auf Regierungsebene, das die DDR mit einem Partner auf dem afrikanischen Kontinent erzielen konnte.
Von 1953 bis 1955 wirkte Koch dann als Sonderbeauftragter der Regierung der DDR für den Nahen und Mittleren Osten mit Sitz in Kairo. In seiner Zeit als Sonderbevollmächtigter konnte die DDR ihre Handelsbeziehungen in der arabischen Welt durch den Abschluss von Handelsverträgen mit dem Libanon (1953), dem Sudan und Syrien (beide 1955) weiter ausbauen.
Anschließend arbeitete Koch bis 1958 als Leiter der Hauptabteilung Handelspolitik Europa im MAI. Von September 1958 bis 1962 wirkte Koch als Präsident der Kammer für Außenhandel. Von 1962 bis 1964 war er stellvertretender Minister für Außenhandel und Innerdeutschen Handel und war Leiter des Bereichs Schwermaschinen- und Anlagenbau. Von 1964 bis 1968 war er Handelsrat an der Botschaft in der Tschechoslowakei. Ab 1969 arbeitete er als Abteilungsleiter im MAI. Am 13. Oktober 1974 begrüßte er als Direktor der DDR-Ausstellung den rumänischen Staatspräsidenten Nicolae Ceaușescu auf der Bukarester Messe.
Koch starb im Alter von 79 Jahren.

## Auszeichnungen
- Verdienstmedaille der DDR
- Vaterländischer Verdienstorden in Bronze (1960) und in Silber (1969)
- Ehrentitel Verdienter Aktivist (1985)[7]